# 帚

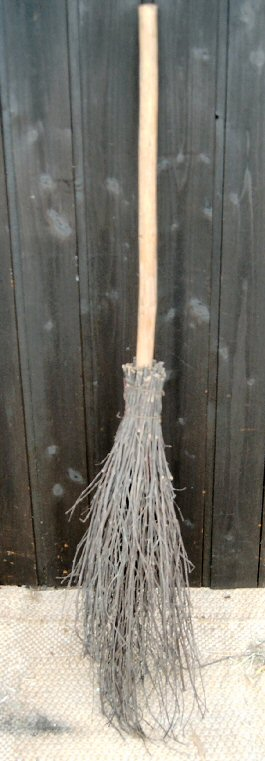
竹帚

帚或作箒，俗稱掃帚、掃把、笤帚等，為清潔工具之一。常与畚箕一起使用。

## 字源
「帚」字為象形字。「彐」為手，下半部表示持巾打掃。添加竹部的「箒」則為後人所造。
《說文解字》：「帚，糞也。从又，持巾埽冂內。」

## 文化
帚的歷史久遠，常見於各文化中，舉例如下：
- 彗星長尾有如帚，故俗稱掃帚星、掃把星等。「彗」字本義亦為帚。
- 歐洲中古傳說巫師可乘帚飛翔。參見飛天掃帚。
- 帚神為日本百鬼夜行之一，為帚的付喪神。